# PURPLE (YU-Aのアルバム)
『PURPLE』（パープル）は、2015年3月18日にYOSHIMOTO R and CからリリースされたYU-Aの4thアルバム。

## 概要
DVD付初回限定盤と通常盤の2形態で発売。
初回盤は新録楽曲15曲と「青春ショー」「フライドポテト」のミュージック・ビデオ、「YU-ANISTA LIVE TOUR 2014-Winter-」ライブ映像も収録。
通常盤はボーナス・トラック「フライドポテト」を含む16曲。
童子-T、藤林聖子が作詞家で参加。作曲はJin Nakamura、TAKAROT、Jihoo、星野純一、U-Key zone、3rd Productions、堂野晶敬、有木竜郎などが参加。
ファッション誌「NYLON JAPAN」がディスクジャケットデザインとフォトブックを手がけている。
今までカバー曲をリリースしていなかったYU-Aだったが、自身がライブを見に行って感銘を受けたという、フランキー・ヴァリの「Can't Take My Eyes Off You」をオリジナルアレンジを忠実にカバーしている。
「DE!!SHO!!YA!! feat.A.F.R.O」は、札幌在住のバンド、A.F.R.Oとコラボしている。

## 初回盤

### CD
1. PURPLE
2. I hate you
3. one love
  - TBS「トコトン掘り下げ隊!生き物にサンキュー!!」1月クールエンディング
4. 青春ショー
5. あなたは何も知らない
6. 子犬ちゃん
7. UNLOCK
8. Have a good day
9. Can't Take My Eyes Off You 〜君の瞳に恋してる〜
10. 最後でいい
11. HAPPY?
12. DE!!SHO!!YA!! feat.A.F.R.O
  - 北海道文化放送「土曜プレゼンアワー」エンディングテーマ
13. 私のすべて
14. PRIVATE
15. MISSION my DUTY

### DVD
1. 青春ショー<Music Video>
2. フライドポテト<Music Video>
3. Little Girl <YU-ANISTA LIVE TOUR 2014-Winter-@Shibuya duo MUSIC EXCHANGE 11.23>
4. DNA <YU-ANISTA LIVE TOUR 2014-Winter-@Shibuya duo MUSIC EXCHANGE 11.23>
5. YU-ANISTA <YU-ANISTA LIVE TOUR 2014-Winter-@Shibuya duo MUSIC EXCHANGE 11.23>

## 通常盤

### CD
1. PURPLE
2. I hate you
3. one love
4. 青春ショー
5. あなたは何も知らない
6. フライドポテト（通常盤のみ）
7. 子犬ちゃん
8. UNLOCK
9. Have a good day
10. Can't Take My Eyes Off You 〜君の瞳に恋してる〜
11. 最後でいい
12. HAPPY?
13. DE!!SHO!!YA!! feat.A.F.R.O
14. 私のすべて
15. PRIVATE
16. MISSION my DUTY